# William Moor
William Moor   (Billingham, valor desconegut - Greatham, 1765) va ser un mariner i explorador britànic vinculat a la Companyia de la Badia de Hudson i als vaixells de subministrament anuals a la zona de la badia.
Moor va participar, sota la supervisió del seu cosí, Christopher Middleton, en viatges a la badia de Hudson des de 1730 fins a 1741 i va dur a terme tasques cada cop més importants durant aquest període. El 1741, ambdós van deixar la feina a la Companyia de la Badia de Hudson per anar a la recerca del Pas del Nord-oest, ell al comandament de l'l'HMS Discovery i Middleton de l'HMS Furnace. Van passar l'hivern a Fort Prince of Wales, a la desembocadura del riu Churchill, on la malaltia va afectar les tripulacions. L'estudi de la costa i les marees de la zona oest de la badia de Hudson no va ser especialment reeixida.
Aquesta expedició de 1741-1742 estaven sota el control d'Arthur Dobbs, un opositor al monopoli de la Companyia de la Badia de Hudson de la zona de la badia. Middleton va ser acusat de protegir el monopoli de Companyia de la Badia de Hudson i Moor es va posar del costat de Dobbs.
El 1746 Moor va comandar una expedició privada a la badia d'Hudson finançada per Dobbs i d'altres. Després d'un breu i infructuós període d'exploració per part dels dos vaixells, van hivernar a York Factory. L'estiu següent va explorar la costa occidental de la badia i va descobrir Chesterfield Inlet, però no l'explorà del tot. També va explorar Rankin Inlet i la badia Wager. La mala salut de la tripulació i les amenaces de motí van fer que l'expedició marxés cap a casa.
La seva competència com a comandant va ser posada en dubte a la tornada i poc sembla que es va retirar poc després.